# 水道週間
水道週間（すいどうしゅうかん）とは、水道について国民の理解と関心を高め、公衆衛生の向上と生活環境の改善を図るための週間。
1959年（昭和34年）に厚生省（当時）により制定。毎年6月1日〜6月7日。
水道を中心に「水」、特に飲料水、家庭用水に対する認識を高めることを目的としている。
第一回は1959年7月25日〜7月31日に実施されたが、水の最需要期と重なるため第二回以降は6月に変更。第六回（1964年）から現在の期間である6月1日〜6月7日となった。第二回から第十回までは「全国水道週間」と呼称した。
期間中は各自治体や水道事業者を中心に浄水場の見学など、水道事業に対する啓発活動が行われている。